# Anosimparihy
Anosimparihy is een plaats en gemeente in Madagaskar gelegen in het district Mananjary van de regio Vatovavy-Fitovinany. Er woonden bij de volkstelling in 2001 ongeveer 10.000 mensen.
In de plaats is basisonderwijs beschikbaar. 98% van de bevolking is landbouwer. Het belangrijkste gewas is rijst en bananen, maar er wordt ook avocade, koffie en lychees verbouwd. 2% van de bevolking is werkzaam in de dienstensector.